# Le Cavalier rêveur
Le Cavalier rêveur est un roman de fantasy écrit par Robin Hobb. Traduction française de la seconde moitié du livre original Shaman's Crossing publié en 2005, il a été publié en français le 2 janvier 2007 aux éditions Pygmalion et constitue le deuxième tome du cycle Le Soldat chamane.

## Résumé
Jamère Burvelle entame son troisième mois à l'école royale de la cavalla. Cette période lui a permis de se rendre compte que tous les élèves officier ne sont pas égaux au sein de cette institution. En effet, les fils de la nouvelle noblesse, comme lui, sont regroupés dans des bâtiments vétustes et sont mal vus par le directeur de l'école qui fait partie de l'ancienne noblesse. Ce dernier n'intervient que très peu dans les querelles continuelles que créent sans cesse les fils d'anciens nobles. Néanmoins, il continue de travailler dur pour ses études pour lesquelles il présente de très bonnes dispositions. Il côtoie notamment Espirek Kester surnommé Spic qui devient son meilleur ami ainsi que Trist Vissomme et Gord Ladine que tout oppose mais entre lesquels son cœur balance et ne peux décider lequel préférer.
Parallèlement à ses journées d'étude très bien remplies, Jamère voyage souvent en rêve pour rejoindre la femme-arbre qui attise en lui un conflit qu'il ne parvient pas à résoudre : doit-il respecter le destin qui lui est dévolu depuis sa plus tendre enfance, à savoir devenir soldat dans l'armée du roi de Gernie afin de permettre l'extension territoriale de son royaume, ou bien doit-il se tourner vers la magie ancienne des Ocellions qui l'attire de manière inexpliquée mais inexorable ?
Au cours des quelques journées de repos qui égrainent son année d'étude, Jamère se rend dans la maison de son oncle Keft Burvelle qui réside dans la ville de Tharès-la-Vieille, capitale du royaume de Gernie. Il y fait la connaissance de sa cousine Épinie Burvelle, jeune fille qui lui semble être des plus écervelées. Néanmoins, à son contact, il remet en cause certaines traditions à propos desquelles il n'avait jamais réfléchi mais qui lui paraissent soudainement trop strictes et ne laissant place à aucun libre-arbitre.
Au cours d'une période de vacances, Spic et Jamère séjournent chez l'oncle de ce dernier. Épinie, dotée d'un talent médiumnique, perçoit chez Jamère une dualité d'âme qui la perturbe. Cela surprend Jamère au plus haut point car il ne croyait en aucun cas au pouvoir de sa jeune cousine. Spic, au contraire, est fasciné par Épinie et les deux jeunes gens vont peu à peu tomber amoureux l'un de l'autre.
Au milieu de l'année scolaire se tient le carnaval de la Nuit noire, une soirée de festivités où tous les protagonistes interviennent masqués. Jamère y assiste ainsi que ses compagnons d'école. Ils se retrouvent à contempler une troupe d'Ocellions qui accomplissent la danse de la poussière. Le lendemain, la gueule de bois semble être le lot commun des pensionnaires de l'école. Néanmoins, elle ne disparait pas et laisse place à une fatigue extrême, premier signe de la peste ocellionne, une maladie contagieuse qui n'était apparue jusqu'à présent qu'aux frontières orientales de la Gernie. Une épidémie se déclare au sein de l'école puis très vite dans toute la ville de Tharès-la-Vieille, tuant de très nombreuses personnes. Jamère, Spic et Épinie font partie des malades, ne devant finalement leur survie qu'à l'intervention de Jamère dans le monde rêve des Ocellions où il parvient à tuer la femme-arbre. La guérison de la peste laisse Spic rachitique et sans force, ne pouvant espérer reprendre ses études à l'école royale. Mais cela s'efface à ses yeux car il épouse Épinie, déjouant ainsi les plans de mariage que la mère de cette dernière avaient tissés des années durant. À l'inverse de Spic, Jamère récupère l'intégralité de ses moyens physiques et s'apprête à reprendre ses études.